# Un verano para matar
Un verano para matar es una película española de acción de 1972, de coproducción hispano-franco-italiana, dirigida por Antonio Isasi-Isasmendi y protagonizada por Christopher Mitchum, Olivia Hussey y Karl Malden.
El tema de la película, Summertime Killer (título en inglés de la película), de Luis Enríquez Bacalov, se usó en la banda sonora de Kill Bill Vol. 2.

## Sinopsis
Un niño presencia cómo su padre es asesinado en una piscina por tres personas. Años después, los principales responsables del crimen organizado internacional van siendo asesinados, uno a uno, por un joven desconocido.

## Reparto
- Christopher Mitchum: Raymond Sullivan Castor
- Karl Malden: Capitán John Kiley
- Olivia Hussey: Tania Scarlotti
- Claudine Auger: Michéle, secretaria de Alfredi
- Gérard Barray: Maestro de Tania
- Raf Vallone: Alfredi
- Gérard Tichy: Alex
- Víctor Israel: Mecánico

## Premios y nominaciones
Medallas del Círculo de Escritores Cinematográficos
| Año  | Categoría      | Nominación              | Resultado |
| ---- | -------------- | ----------------------- | --------- |
| 1972 | Mejor director | Antonio Isasi-Isasmendi | Ganador   |